# Myopterus
Myopterus är ett släkte av fladdermöss som ingår i familjen veckläppade fladdermöss.
Arter enligt Wilson & Reeder (2005) samt IUCN:
- Myopterus daubentonii, Afrika, söder om Sahelzonen.
- Myopterus whitleyi, från södra Nigeria till Uganda och till centrala Kongo-Kinshasa.

IUCN listar Myopterus daubentonii med kunskapsbrist (DD) och Myopterus whitleyi som livskraftig (LC).
Arterna når en kroppslängd (huvud och bål) av 56 till 66 mm och en svanslängd av 25 till 33 mm. Underarmarna är 33 till 37 mm långa. Individerna har mörkbrun päls på ovansidan och ljusröd till gulvit päls på buken. Öronen och den broskiga fliken i örat (tragus) är runda. Näsborrarna sitter på sidan av den långa nosen. Myopterus skiljer sig även i avvikande detaljer av skallens och tändernas konstruktion från andra veckläppade fladdermöss.
Individer av arten Myopterus whitleyi lever vanligen ensam. De vilar på trädens bark, i täta bladansamlingar eller under hustak. Arten jagar insekter i skogar, i trädgårdar och i byar. Den fördrar mindre och mjuka insekter medan Myopterus daubentonii kan fånga större insekter med hårt skal. Myopterus daubentonii jagar dessutom i savanner och den vilar även i trädens håligheter.